# Lago Mutanda
El lago Mutanda se encuentra al sudoeste de Uganda, 10 km al sur del pueblo de Kisoro, a unos 454 km por  carretera al sudoeste de Kampala.
Se encuentra en las vertientes nororientales de las montañas Virunga, a una altitud de 1800 m, desde donde pueden verse los tres volcanes que forman la frontera con Ruanda y la RDC,  Muhavura ( 4125 m), Gahinga (3474 m) y Sabinio (3645 m). Tiene 9 km de longitud y 2,5 km de anchura y varias islas.
Por el nordeste, recibe las aguas del lago Bunyonyi. Drena por el sudoeste en el río Rutshuru, que al salir del lago se llama Kako, forma una gran ese, entra en la RDC, pasa el pantano de Tshengere y desemboca en el lago Eduardo como una de las fuentes más altas del Nilo.
A menos de 5 km al este se encuentra uno de sus tributarios, el lago Muanga o Muhele, 3 km de largo por 1 km de ancho, con una profundidad máxima de 7,5 m y la misma forma alargada hacia el noroeste que sigue la forma de las fallas. Vierte en el lago Mutanda, casi a la misma altitud, 1800 m, a través de un pantano de papiros.

## Flora y Fauna

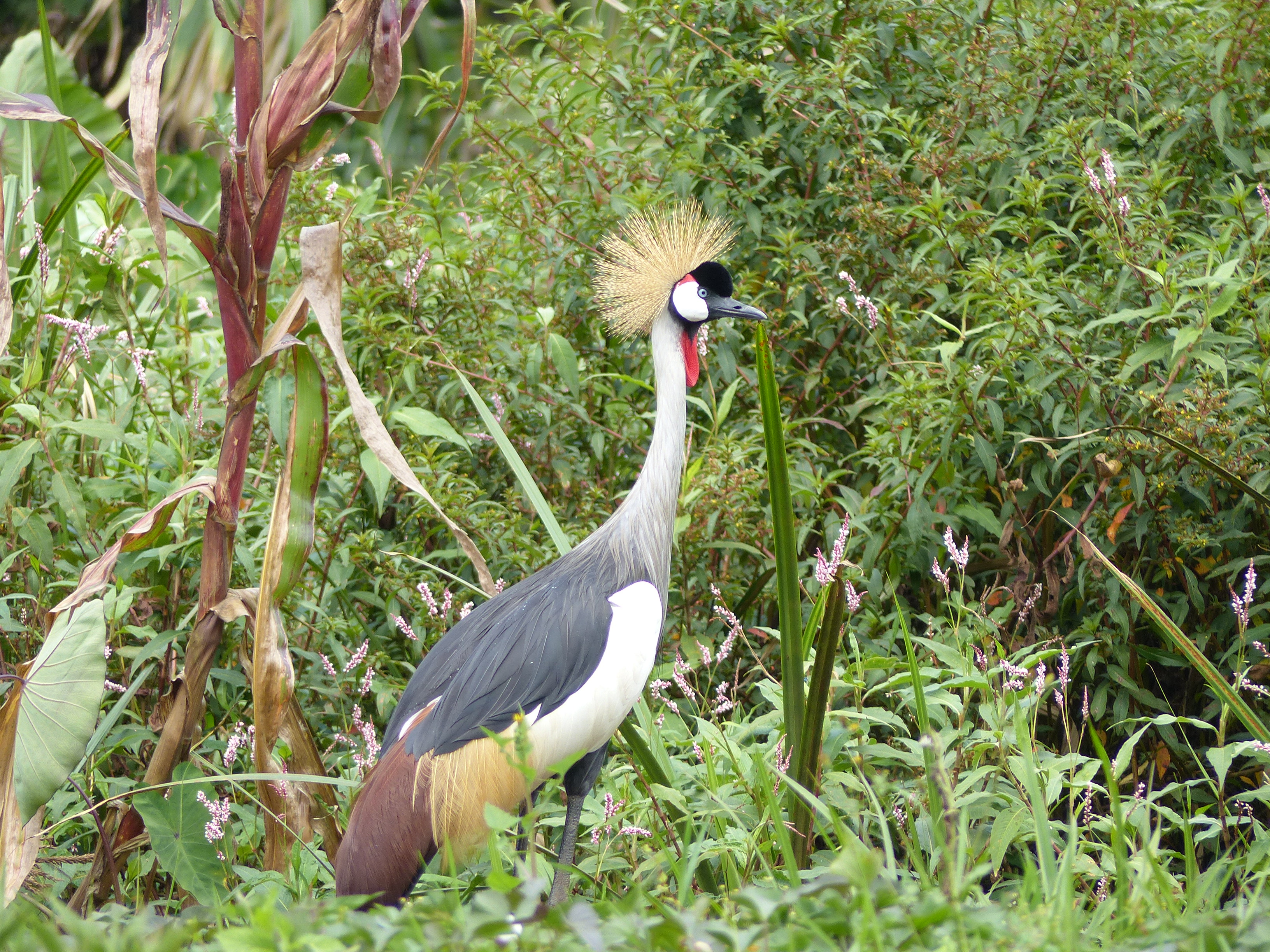
Grulla coronada cuelligrís (Balearica regulorum) en el lago Mutanda

El medio ambiente de las islas en medio del lago y los alrededores está formado por bosques y humedales donde viven los gorilas de montaña, además de otras especies únicas. Entre las aves destacan martines pescadores, milanos, ibis y el ave nacional de Uganda, la grulla coronada cuelligrís.
Además de las aves, se encuentran varias especies de camaleón, serpientes,  varanos y ranas. Entre los mamíferos figura la nutria de mejillas blancas. El último hipopótamo se vio en el año 1994.